# Michail Dmitrievič Gorčakov
Il principe Michail Dmitrievič Gorčakov, in russo Михаил Дмитриевич Горчаков? (28 gennaio 1793 – Varsavia, 18 maggio 1861), è stato un generale russo.
Ebbe un ruolo di primo piano nella guerra di Crimea.

## Biografia

### La carriera militare
Entrato nell'esercito nel 1807, Michail Dmitrievič Gorčakov ebbe la sua prima esperienza bellica nel 1810 in occasione della guerra russo-persiana (1804-1813). Successivamente combatté contro Napoleone Bonaparte nelle guerre fra il 1812 e il 1814. Prese anche parte alla guerra russo-turca (1828-1829), durante la quale combatté negli assedi di Silistra e Šumen.
Fu nominato generale nel 1830 e inviato in Polonia per sopprimere la rivolta di Novembre durante la quale fu ferito nella battaglia di Grochove, nel febbraio 1831.
In seguito si distinse nella presa di Varsavia del 1846, durante la Rivolta di Gennaio. Nel 1848, quando la Russia intervenne nell'Impero austriaco per sopprimere la rivoluzione ungherese, divenne capo di stato maggiore.

### La guerra di Crimea
Durante la crisi internazionale che precedette la guerra di Crimea, dopo la missione del principe Menšikov a Costantinopoli del febbraio-maggio 1853 e la decisione della Russia di attaccare l'Impero ottomano, a Gorčakov fu affidato il comando delle forze che occuparono i principati danubiani nel luglio dello stesso anno. Nell'aprile 1854 diresse l'assedio Silistra, sul Danubio, ma nel mese di giugno, a seguito anche delle pressioni dell'Austria allo zar Nicola I, gli fu ordinato di ritirarsi. I turchi di Omar Pascià attraversarono il Danubio e Gorčakov ripiegò su Bucarest. Ciò portò all'abbandono da parte della Russia dei principati danubiani.
Nel febbraio 1855 Gorčakov fu trasferito in Crimea come comandante in capo. Durante l'assedio di Sebastopoli, che durava dall'ottobre 1854, il 16 agosto 1855 subì una pesante sconfitta nella battaglia della Cernaia. Perso anche il bastione principale della difesa della città per mano dei francesi (battaglia di Malachov) sentì di non poter più reggere l'assedio. Ordinò quindi la distruzione degli arsenali e l'affondamento della flotta russa nel porto prima di lasciare Sebastopoli con le forze rimanenti.
Dopo la fine della guerra di Crimea fu nominato governatore generale della Polonia, dove inaugurò una politica di riforme.